# Józef Kłyk
Józef Kłyk (ur. 13 kwietnia 1950 w Bojszowach) – polski filmowiec amator z Pszczyny, autor ponad 80 filmów o tematyce m.in. westernowej i historycznej. Na planie pełni wszelkie możliwe funkcje od reżysera, przez charakteryzatora po aktora i scenografa. 

## Życiorys
Swój pierwszy film nakręcił w 1967 roku. Pracował wówczas jako pomocnik operatora w objazdowym kinie. Jego pierwsze obrazy to nawiązania do najsłynniejszych dzieł kina niemego, związanych z takimi postaciami jak Charlie Chaplin czy Buster Keaton. Najbardziej jest znany z tzw. „śląskich westernów”, nawiązujących do popularnego gatunku kina amerykańskiego i kręconych własnymi środkami w okolicach Pszczyny z udziałem przyjaciół i znajomych. Część z tych dzieł opowiada o losach śląskich emigrantów w Stanach Zjednoczonych. 
Józef Kłyk ma na koncie również filmy o tematyce historycznej, m.in. Braci, których akcja rozgrywa się w okresie powstań śląskich.
Kłyka można uznać za prekursora fanfilmu w Polsce. 
Jest laureatem wielu nagród. W 2006 został Honorowym Obywatelem Powiatu Bieruńsko-Lędzińskiego, w 2009 roku został Honorowym Obywatelem Pszczyny.

## Wybrana filmografia
- Człowiek znikąd, 1984 (nagroda Gazety Festiwalowej na Festiwalu Polskich Filmów Fabularnych)
- Full śmierci, 1986 (kontynuacja Człowieka znikąd)
- Wolny człowiek, 2006 (zamknięcie trylogii zatytułowanej łącznie Szlakiem bezprawia)